# Eurylabus nakayai
Eurylabus nakayai är en stekelart som beskrevs av Tohru Uchida 1956. Eurylabus nakayai ingår i släktet Eurylabus och familjen brokparasitsteklar. Inga underarter finns listade i Catalogue of Life.